# Xenopsylla nesiotes
Xenopsylla nesiotes — вимерлий вид бліх. Вид мешкав на острові Різдва. Живився лише кров'ю гризуна Rattus macleari. У 1903 році цей вид гризунів вимер, а з ним і його вузькоспеціалізований паразит Xenopsylla nesiotes.